# Summativ bedömning
Summativ bedömning är en form av bedömning som summerar en persons samlade kunskaper vid ett specifikt tillfälle. Personen som bedöms får inte eller sällan någon återkoppling som förklarar varför denne har gjort fel eller vad denne kunde ha gjort annorlunda.
Teoriprov för körkort är ett exempel på summativ bedömning.